# Parque de Ciência e Tecnologia da USP (CienTec)
O Parque de Ciência e Tecnologia da Universidade de São Paulo (CienTec) é um museu interativo e a céu aberto, localizado no bairro da Água Funda, na cidade de São Paulo, capital do Estado de São Paulo.
O Parque está situado na unidade de conservação nomeada como Parque Estadual das Fontes do Ipiranga (PEFI), também conhecido como Parque do Estado. A área do PEFI também abriga o Zoológico de São Paulo e o Instituto de Botânica.
O parque oferece atividades abertas ao público, como exposições e observação do céu no planetário ou em uma luneta histórica. A instituição ainda promove pesquisas e experimentos nas áreas de física, meteorologia, microbiologia e geofísica. Todos os anos, abriga a Feira USP e as Profissões.
Parte das suas construções são das décadas de 1930 e 1940. Algumas são tombadas como patrimônio histórico pelo Condephaat em 2018.

## História
Origens no Antigo Observatório da Avenida Paulista

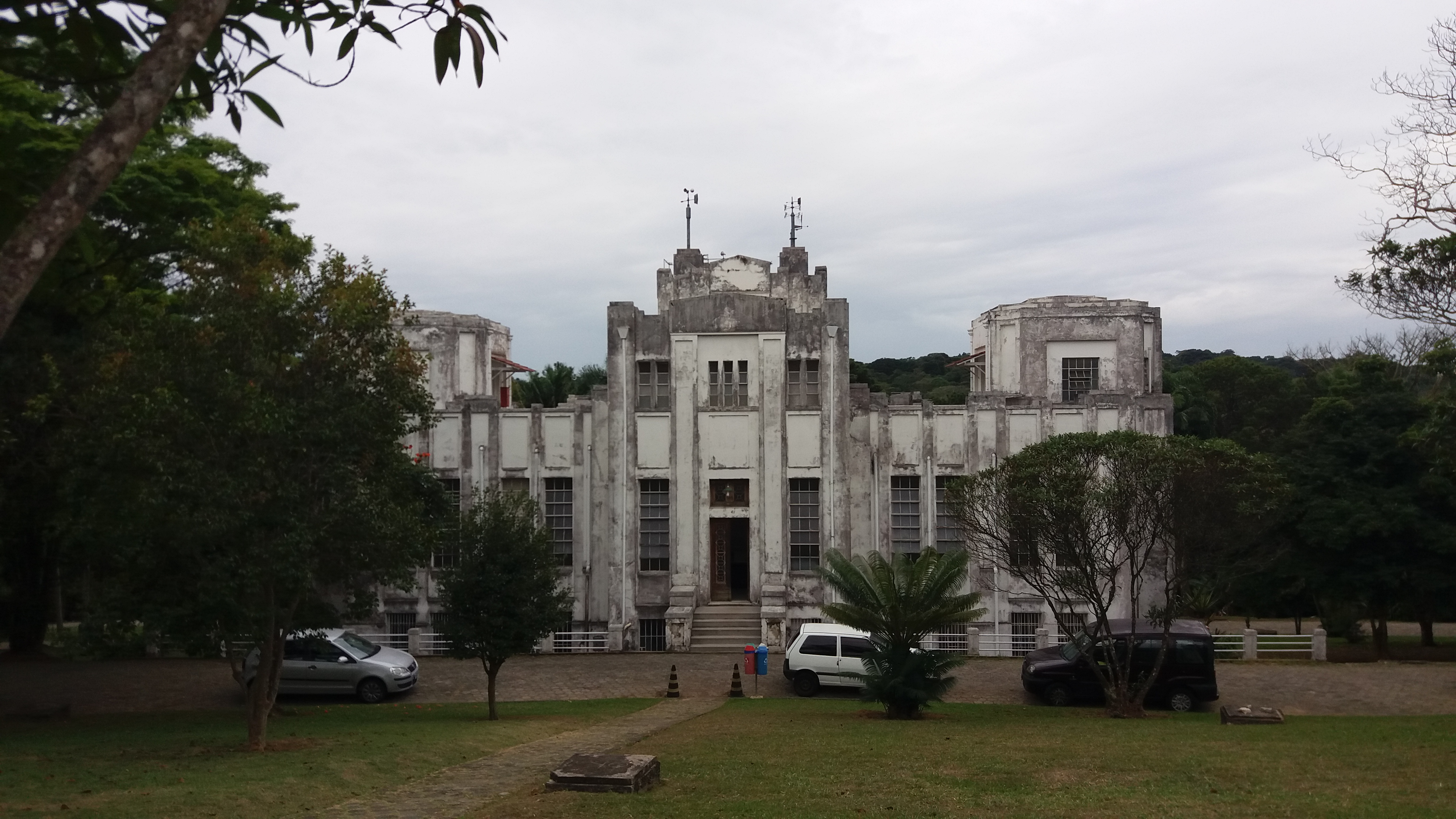
Prédio da Administração

A origem do Parque CienTec está ligada à criação do Observatório de São Paulo, que funcionou na avenida Paulista entre 1912 e 1935, ao lado do que viria a ser o atual Museu de Arte de São Paulo (MASP). No local eram realizadas atividades de Astronomia, Geofísica e Meteorologia pelo engenheiro civil José Nunes Belfort Mattos, que o instalou em sua residência.

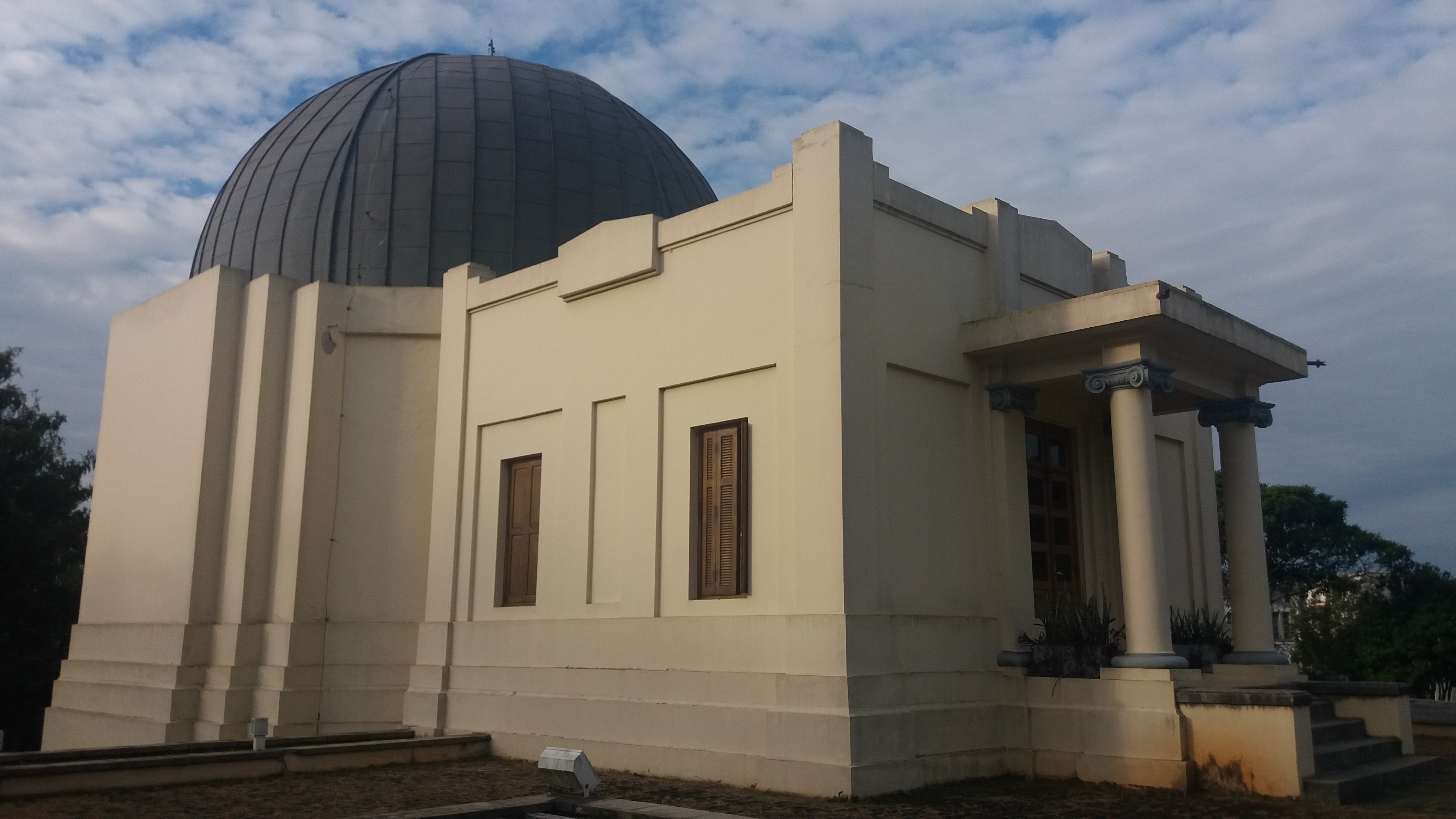
Observatório Astronômico

Com o crescimento da região e da iluminação pública, e o aumento de circulação de veículos (em especial, dos bondes elétricos), começaram a ocorrer trepidações no solo, que atrapalhavam o funcionamento dos equipamentos de medição e dificuldade de observação do céu. Para ultrapassar este inconveniente, sugeriu-se transferir o Observatório para um local afastado do centro urbano, cabendo ao Parque do Estado (atual PEFI) o novo endereço do Observatório de São Paulo. 

#### Inauguração do novo Observatório
Em 1932, as obras do novo Observatório foram iniciadas; com projeto arquitetônico realizado pelo engenheiro e geógrafo Alypio Leme de Oliveira. A inauguração ocorreu em 27 de abril de 1941, sob o comando do Instituto Astronômico e Geofísico (IAG), criado anteriormente em 1930.
O Observatório conta com diversas edificações, algumas com lunetas e cúpulas mecânicas que se abriam para a observação astronômica. Ao longo das décadas, alguns equipamentos foram transferidos e os prédios foram adquirindo novas utilizações: 
- Pavilhão Sul (Pavilhão do Grande Equatorial): originalmente continha instalações meridianas, de medições de hora e sismógrafos para medições de terremotos. Hoje abriga o planetário;
- Pavilhão Norte (Serviço Meridiano);
- Pavilhão Oeste (Pavilhão Cook): abriga o telescópio Zeiss e o Museu de Meteorologia;
- Pavilhão Leste (Pavilhão Photographico): abrigou a luneta Grubb (doada nos anos 1980 ao Observatório Dietrich Schiel[7]);
- Pavilhão Heliofísico: contava originalmente com instrumentos como um coelostato Zeiss de 300 mm de diâmetro e um espectroeliógrafo, para observações solares (os quais hoje não se encontram mais no local).[5]
- Prédio da Administração.

Década de 2000: Criação do Parque Cientec
O Parque CienTec foi criado em 2002 no espaço deixado vago pelo Instituto de Astronomia e Geofísica da Universidade de São Paulo (IAG/USP), oferecendo atividades de cultura e extensão ligadas a ciência, tecnologia e meio ambiente.
O IAG continua presente no CienTec com a continuidade das observações da Estação Meteorológica, atendimento do público geral e escolas visitantes, estágios e cursos de extensão em Meteorologia, e visitas ao Museu de Meteorologia, que possui um importante acervo histórico documental, instrumental, bibliográfico, mobiliário, iconográfico do serviço meteorológico.
Em 2016 o IAG instalou um radar meteorológico de alta resolução (foto), que permite o monitoramento da precipitação num raio de 60 km ao redor, abrangendo toda a Região Metropolitana de São Paulo, detectando o volume de precipitação em áreas de 75 m2 a cada minuto, possibilitando alertar bairros e até mesmo ruas, sobre riscos de alagamentos em tempo real.

## Atividades Educativas
As antigas instalações e equipamentos do IAG passaram a ser utilizadas para novas finalidades, com fins educativos. As principais atrações são:
- Planetário;
- Visitação à luneta Zeiss 175 mm (da década de 1910);
- Observações astronômicas noturnas (programadas);
- Trilha Ecológica;
- Instalação "Física no Cotidiano".

## Patrimônio Histórico

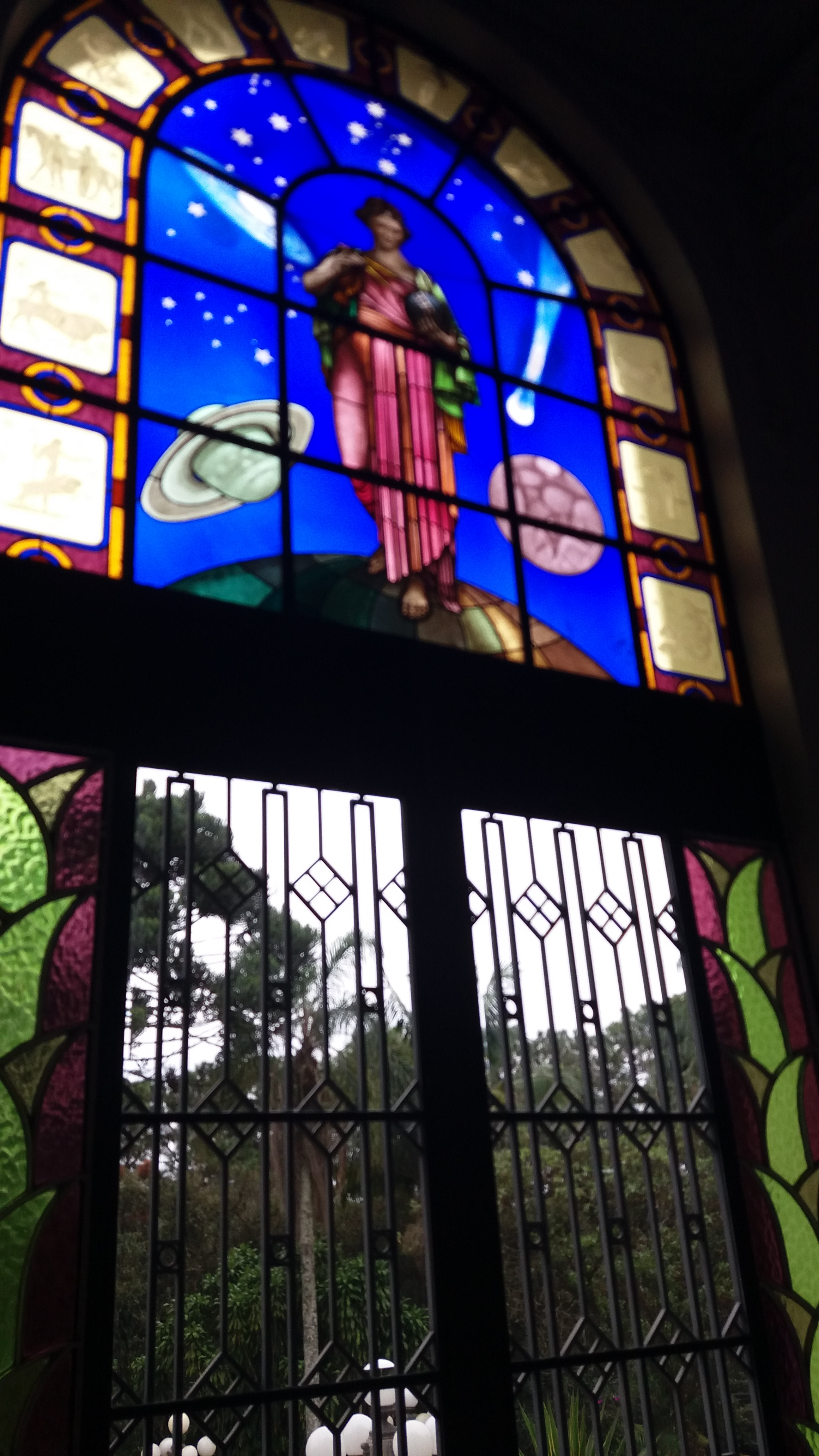
Vitrais de Urânia.

O projeto do conjunto arquitetônico foi feito pelo engenheiro geógrafo Alypio Leme de Oliveira em 1930. A construção dos edifícios ocorreu entre 1932 e 1941. Alypio era, desde 1927, diretor do Serviço Meteorológico e Astronômico do Estado, instalado no Observatório de São Paulo na Avenida Paulista.
As edificações foram projetadas em estilo art déco, que se destaca nas formas geométricas nos prédios do Parque, com destaque para as platibandas, cúpulas e abóbadas.
O conjunto tombado como patrimônio histórico é formado por 7 edificações e pelos arruamentos. O tombamento inclui o espelho d'água e a estátua de Urânia, musa grega da Astronomia atribuída ao escultor Eugenio Prati. O Prédio da Administração possui como destaque vitrais da representação de Urânia, elaborados pela tradicional Casa Conrado.

## Programa e objetivos
Como parte da Universidade de São Paulo, este parque, que se constitui em um verdadeiro museu a céu aberto, tem importantes objetivos relacionados à promoção da Alfabetização Científica da população.
- Participar do desenvolvimento socioeconômico do país, divulgando a ciência e a tecnologia de forma descontraída, divertida e interessante, visando despertar nos mais jovens a vocação em seus mais variados temas.

- Desmistificar a complexidade dos conceitos científicos abstratos e seus simbolismos, utilizando uma linguagem simples e exemplos do cotidiano.
- Promover a compreensão, valorização e tomada de atitudes conscientes sem relação ao meio ambiente em todas as suas dimensões.

## Cronologia
1886
27 de março: criação da Comissão Geográfica e Geológica do Estado de São Paulo, que se pode chamar do princípio do IAG
1901
José Nunes Belfort Mattos, um entusiasta de astronomia, instalou em sua residência na Avenida Paulista um modesto observatório, que passou a ser conhecido como Observatório da Avenida.
1912
O observatório da Avenida evolui para Observatório de São Paulo. Nele já havia, além de todo o observatório em si, uma estação meteorológica.
1927
31 de dezembro: a criação da Diretoria do Serviço Meteorológico e Astronômico do Estado de São Paulo, pode ser atribuída à origem do IAG. Essa Diretoria Oficializa os serviços astronômicos e meteorológicos do Observatório de São Paulo, que passa a ser conhecido por Observatório Astronômico de São Paulo, ainda situado na Avenida Paulista.
1928
Iniciam os projetos para mudança de endereço, já que os bondes que passavam pela avenida Paulista produziam abalos que atrapalhavam as medidas.
1930
O projeto é concluído e a Diretoria do Serviço Meteorológico e Astronômico do Estado de São Paulo ficou subordinada à Escola Politécnica.
1931
O Observatório é reintegrado à Secretaria de Agricultura, Indústria e Comércio, e unificado a Diretoria do Serviço Meteorológico e Astronômico do Estado de São Paulo com o Serviço Geográfico e Geológico da antiga Comissão Geográfica e Geológica virando o Instituto Astronômico e Geográfico.
1932
24 de fevereiro: assentada a pedra fundamental no Parque do Estado, no bairro da Água Funda.
22 de novembro: inauguração da Estação Meteorológica do Instituto Astronômico e Geográfico no Parque do Estado.
1935
5 de julho: o Instituto Astronômico e Geográfico é extinto, dando lugar ao Departamento Geográfico e Geológico, e ao Instituto Astronômico e Geofísico.
1941
24 de abril: inauguração de um novo Observatório Astronômico no Parque do Estado.
1946
30 de dezembro: o Instituto Astronômico e Geofísico é incorporado à Universidade de São Paulo, como um Instituto Anexo.
1972
27 de Março: o IAG é transformado em uma Unidade da Universidade de São Paulo, e passa a ter seu programa de Pós-Graduação.
19 de Abril: inauguração do novo Observatório, dessa vez construído fora de São Paulo, o Observatório Abrahão de Moraes, no Morro dos Macacos em Valinhos.
2002
O IAG na Água Funda torna-se Parque CienTec, um parque de ciência e tecnologia, inaugurado oficialmente no dia 7 de setembro.